# کاننا
کاننا (به اسپانیایی: Canena) یکی از دهستان‌های استان خائن در کشور اسپانیا است. این شهر با مساحت ۱۴ کیلومتر مربع، ۲۱۰۵ تن جمعیت دارد.